# Большая Воронцовская
Большая Воронцовская — деревня в Красноборском районе Архангельской области. Входит в состав Пермогорского сельского поселения.

## География
Находится в юго-восточной части Архангельской области на расстоянии приблизительно 25 км на запад-северо-запад по прямой от административного центра района села Красноборск на левом берегу реки Северная Двина.

## История
В 1859 году здесь (деревня Воронцовская Сольвычегодского уезда Вологодской губернии) было учтено 10 дворов.

## Население
Численность населения: 68 человек (1859 год), 4 (русские 100 %) в 2002 году, 4 в 2010.